# Christoph Frey
Pour les articles homonymes, voir Frey.
Christoph Frey, né le 17 décembre 1962 à Bâle, est un joueur de squash représentant la Suisse. Il est champion de Suisse en 1988 et 1989.

## Biographie
Christoph Frey joue au squash depuis l'âge de 14 ans. Il est le numéro un en Suisse pendant six ans. Avec l'équipe nationale suisse, il participe aux championnats du monde en 1987 et 1989. En outre, il a fait partie de l'équipe suisse aux championnats d'Europe en 1989 et 1991. En 1988 et 1989, il est champion de Suisse.
Christoph Frey a fondé le Squash Club Fricktal en 2012 et a été le chef de file de la construction des installations de squash à Frick. 

## Palmarès

### Titres
- Championnats de Suisse : 2 titres (1988, 1989)